# Vicente Trueba
Vicente Trueba Perez (Sierrapando di Torrelavega, 16 ottobre 1905 – Riotuerto, 10 novembre 1986) è stato un ciclista su strada spagnolo.
Professionista dal 1928 al 1936, conta un successo di tappa alla Volta a Catalunya e il primo posto nella classifica scalatori del Tour de France 1933.

## Carriera
Cresciuto in una famiglia di ciclisti, fratello di José, Manuel e Fermín, era dotato di un fisico minuto che gli permetteva di dare il meglio di sé in salita, facendosi conoscere soprattutto al Tour de France, tanto da essere soprannominato La Pulce dei Pirenei. Tuttavia, l'abilità in salita era vanificata dalle difficoltà in discesa.
Al Tour de France 1933 si aggiudicò la classifica scalatori, istituita proprio in quell'edizione, in un giro che affrontava Galibier, Aspin, Aubisque, Vars e Tourmalet.
Nella stessa stagione fu il primo spagnolo a partecipare al Giro d'Italia, anche se non riuscì a mettersi in mostra nella corsa rosa, vinta da Alfredo Binda per la quinta ed ultima volta.
Nel 1934 fu ancora protagonista al Tour, classificandosi al decimo posto della classifica generale, anche se stavolta non gli riuscì il bis nella classifica dei migliori scalatori.
Nei due anni successivi prese parte alle prime due edizioni della Vuelta a España, ritirandosi in entrambi i casi.
Si ritirò dall'attività nel 1936 a causa dello scoppio della Guerra civile spagnola e dell'inizio del regime di Francisco Franco.
Dopo aver chiuso la carriera agonistica svolse l'attività di imprenditore, e morì il 10 novembre 1986.

## Palmarès
- 1929

Circuito Ribera del Jalón
- 1930

Circuito de Pascuas
- 1933

Circuito Ribera del Jalón
6ª tappa Volta a Catalunya
- 1935

Subida a Arantzazu

### Altri successi
- 1933

Classifica scalatori Tour de France

## Piazzamenti

### Grandi Giri
- Giro d'Italia

1933: 43º
1934: 37º
- Tour de France

1930: 24º
1932: 27º
1933: 6º
1934: 10º
1935: ritirato (5ª tappa)
- Vuelta a España

1935: ritirato
1936: ritirato

### Competizioni mondiali
- Campionati del mondo

Lipsia 1934 - In linea: ritirato

## Riferimenti nella cultura di massa
Trueba viene citato nel film Fantozzi contro tutti (1980).